# Blagoveščensk, Amurska oblast
Blagoveščensk (rusko: Благове́щенск, IPA: [bləɡɐˈvʲeɕːɪnsk]) je mesto in upravni center Amurske oblasti v Rusiji. Leži na sotočju rek Amur in Zeja, nasproti kitajskega mesta Heihe. Leta 2021 je imel 241.437 prebivalcev.
Amur je predstavljal rusko mejo s Kitajsko od Aigunske pogodbe leta 1858 in pekinške pogodbe leta 1860. Območje severno od Amura je pripadalo Mančujem (dinastija Čing) skladno s pogodbo iz Nerčinska iz leta 1689, vendar je bilo prepuščeno Rusiji z Aigunsko pogodbo iz leta 1858.

## Zgodovina
Zgodnji naseljenci na obeh straneh Amura na območju današnjega Blagoveščenska so bili Dauri in Dučerji. Zgodnja naselbina na območju današnjega Blagoveščenska je bilo Dučersko mesto, katerega ime je bilo leta 1652 po poročanju ruskega raziskovalca Jerofeja Habarova Ajtjun, med letoma 1683 in 1685 Aigun in Aigun staro mesto med letom 1685 in masakrom leta 1900. Ruskim arheologom je naselbina znana kot najdišče Grodekovo, po bližnji vasi Grodekovo, 25–30 km jugovzhodno od Blagoveščenska. Arheologi verjamejo, da je bilo najdišče Grodekovo naseljeno od okrog 1000 let pr. n. št.

## Ekonomija
Od razpada Sovjetske zveze se je ekonomski fokus obrnil proti čezmejni trgovini s Kitajsko. V mestu je danes velika kitajska izseljenska skupnost. Blagoveščensk je del prostotrgovinskega območja, ki vključuje kitajsko mesto Heihe, ki leži na nasprotni strani Amura.
Glavne gospodarske panoge v mestu so predelovanje kovin in lesa ter proizvodnja papirja.